# The White Rose of the Wilds
The White Rose of the Wilds er en amerikansk stumfilm fra 1911 af D. W. Griffith.

## Medvirkende
- Blanche Sweet som White Rose.
- Robert Harron.
- W. Chrystie Miller.
- Wilfred Lucas.
- Joseph Graybill.